# Ерхіноальд
Ерхіноальд (*Erchinoald, д/н — 658) — мажордом Нейстрії та Бургундії у 641—658 роках.

## Життєпис
За батьківською лінією походив з галло-римської знаті, за материнської — з франкської знаті королівства Бургундія. Син Ансберта, сенатора з Наробонну, та Герберги, доньки Ріхомера, патрикія Бургундії. Вуйкою Ерхіноальда була королева Бертетруда, дружина короля Дагоберта I.
Ерхіноальд успадкував від батьків маєтності поблизу міст Нуайон, Ам'єн, Жюмьеж, Сен-Квентін, Руан (в королівстві Нейстрія), а також у Бургундії. Перша письмова згадка про Ерхіноальда відноситься до 638 року, коли в одній з королівських хартій він був згаданий як герцог. У житії Елігія він наділений почесним титулом praepositus palatii, а Біда Високоповажний в «Церковній історії народу англів» називав його патрикієм, можливо успадкував його від діда Ріхомера. Можливо, мав також спадковий статус сенатора в Септиманії.
Після смерті в 641 році Еґи, мажордома Нейстрії та Бургундії, Ерхіноальд призначається на ці посади. Водночас разом з королевою-матір'ю Нантільдой став регентом при неповнолітньому королі Хлодвігу II. У 642 році за рішенням Нантільди посаду мажордома Бургундії було передано Флаохаду, ймовірно, перебував у любовному зв'язку з королевою. Слідом за церемонією зведення Флаохада на посаду, що відбулася в березні в Орлеані, обидва мажордоми обмінялися взаємними запевненнями у визнанні повноважень один одного і домовилися в усьому діяти спільно.
Після смерті королеви Нантільди 642 року Флаохад зіткнувся з ще більшим невдоволенням бургундської знаті. Бажаючи заручитися підтримкою Ерхіноальда, у вересні 642 року Флаохад організував поїздку короля Хлодвіга II з Парижа, що належав Нейстрії, до Отена в Бургундії. В дорозі їх супроводжували Ерхіноальд з іншими представниками знаті цього королівства. Сюди ж прибув Віллебад, патрикій Бургундії, противник Флаохада. Останній наступного дня напав на табір патрикія. Під час сутички Віллебада було вбито. В цей час нейстрійці на чолі з Ерхіноальдом байдуже спостерігали за бійкою, а коли бій закінчився, розграбували табір прихильників Віллебада. Після цього Флаохад прожив лише декілька днів, померши в Діжоні від лихоманки.
За різними версіями мажордомо Бургундії став Ерхіноальд, або Радоберт (згадується у 653 році). Достеменно відомо, що Ерхіноальд зберігав повну владу за час панування короля Хлотаря II. Використання в деяких хроніках щодо Ерхіноальда титулу принцепс, на думку низки дослідників, має свідчити про нього як про особу, статус якого в державі було не набагато нижче королівського. Висловлюється думка, що повноваження Ерхіноальда поширювалися також на Бургундію, де він спирався на союз з вищим духівництвом і знаттю.
Більше уваги приділяв внутрішнім справам, проводив неагресивну зовнішню політику. Між 649 і 653 роками за наказом Ерхіноальда в Шалон-сюр-Соні збирався помісний собор франкських єпископів, на якому були обговорені питання взаємовідносин церкви і світської влади.
Домашньої рабинею Ерхіноальда була англосаксонка Батільда. Після смерті своєї дружини Леутсінди Ерхіноальд забажав взяти її в дружини, але та відкинула всі його домагання. Незабаром на вимогу Хлодвига II Ерхіноальд повинен був віддати її королю. Близько 650 року король одружився з Батільдою.
У 657 році після сходження на трон короля Хлотаря III, зберігши вплив і посади. Проте вже 658 року раптово помер. Новим мажордомом було призначено Еброїна, родича Ерхіноальда.

## Меценатство
Надавав особливе заступництво ірландським ченцям, що прибували з Ірландії і Британії. Мажордом протегував Фонтенельскому абатству і його першому абату святому Вандрілю, якому надав кошти для заснування цього монастиря.

## Родина
Дружина — Леутсінда.
Діти:
- Леудезій, мажордом Нейстрії